# Myiarchus yucatanensis
Myiarchus yucatanensis е вид птица от семейство Tyrannidae.

## Разпространение
Видът е разпространен в Белиз, Гватемала и Мексико.